# Florian Füntmann

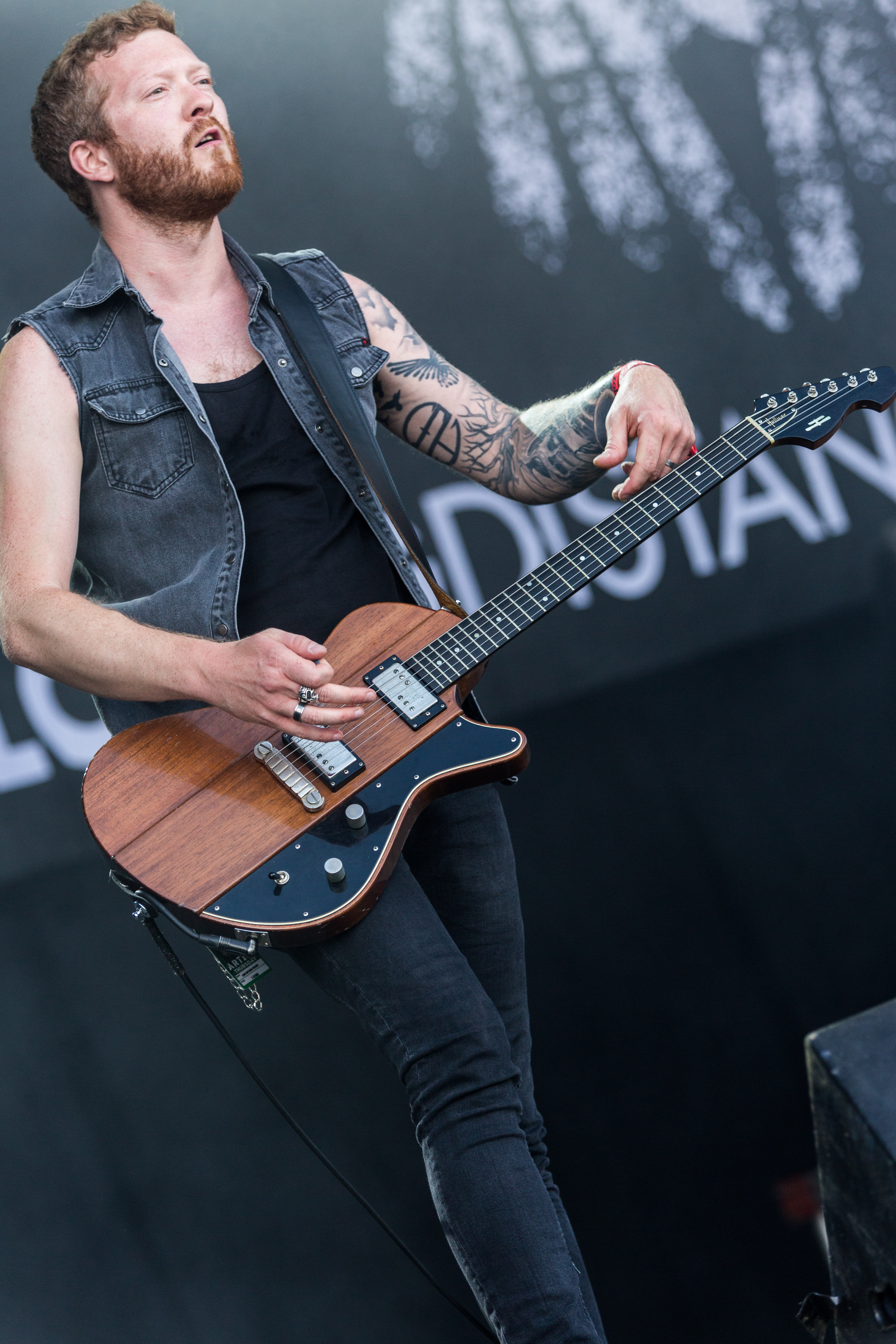
Florian Füntmann (2017)

Florian Füntmann (* 2. Juni 1981 in Münster) ist ein deutscher Gitarrist. 

## Werdegang
Füntmann begann im Alter von elf Jahren mit dem Gitarre spielen. Nachdem er Mitte der 1990er Jahre in einer Schülerband gespielt hatte, gründete er 1997 seine erste eigene Band. Zwei Jahre später gründete Füntmann die Melodic-Death-Metal-Band Misery Speaks, mit der er drei Studioalben veröffentlichte. Im Jahre 2010 lösten sich Misery Speaks auf. Zwischenzeitlich gründete Füntmann zusammen mit dem ebenfalls bei Misery Speaks aktiven Schlagzeuger Janosch Rathmer die Post-Rock-/Post-Metal-Band Long Distance Calling, mit der er bislang acht Studioalben veröffentlichte. 
Im Jahre 2014 gründete Füntmann mit befreundeten Musikern die Classic-Rock-Band Healer, deren selbstbetitelte EP im Januar 2016 vom deutschen Magazin Rock Hard als Demo des Monats ausgezeichnet wurde. Darüber hinaus war Füntmann mehrfach als Studiomusiker aktiv. Im Dezember 2018 erschien dann das Debütalbum. Zu seinen musikalischen Vorlieben zählt er die Rockmusik der 1970er Jahre, Hard Rock und Metal. Seine Lieblingsbands sind Pink Floyd, Black Sabbath, Led Zeppelin und Guns N’ Roses.
Florian Füntmann studierte Musikwissenschaft und Pädagogik an der Westfälischen Wilhelms-Universität in Münster. Darüber hinaus arbeitet er als Gitarren- und Basslehrer an der Musikschule El Ritmo in Haltern am See.

## Diskografie
mit Misery Speaks
mit Long Distance Calling
mit Healer
- 2018: Heading for the Storm

## Belege
1. 1 2 3  Florian Füntmann. El Ritmo Musikschule, archiviert vom Original (nicht mehr online verfügbar) am 24. Januar 2016; abgerufen am 24. Januar 2016.  Info: Der Archivlink wurde automatisch eingesetzt und noch nicht geprüft. Bitte prüfe Original- und Archivlink gemäß Anleitung und entferne dann diesen Hinweis.
2. ↑  Misery Speaks. laut.de, abgerufen am 24. Januar 2016.
3. ↑  Anja Distelrath und René Bogdanski: Grundsatzdiskussionen im Tourbulli. Der Westen, archiviert vom Original (nicht mehr online verfügbar) am 5. Juni 2010; abgerufen am 11. Juni 2008.
4. ↑  Ronny Bittner: Interview mit der Demo-/Eigenproduktionsband 01/16. Rock Hard, archiviert vom Original (nicht mehr online verfügbar) am 24. Januar 2016; abgerufen am 24. Januar 2016.

| Personendaten    | Personendaten       |
| ---------------- | ------------------- |
| NAME             | Füntmann, Florian   |
| KURZBESCHREIBUNG | deutscher Gitarrist |
| GEBURTSDATUM     | 2. Juni 1981        |
| GEBURTSORT       | Münster             |